# 파리 국립 오페라

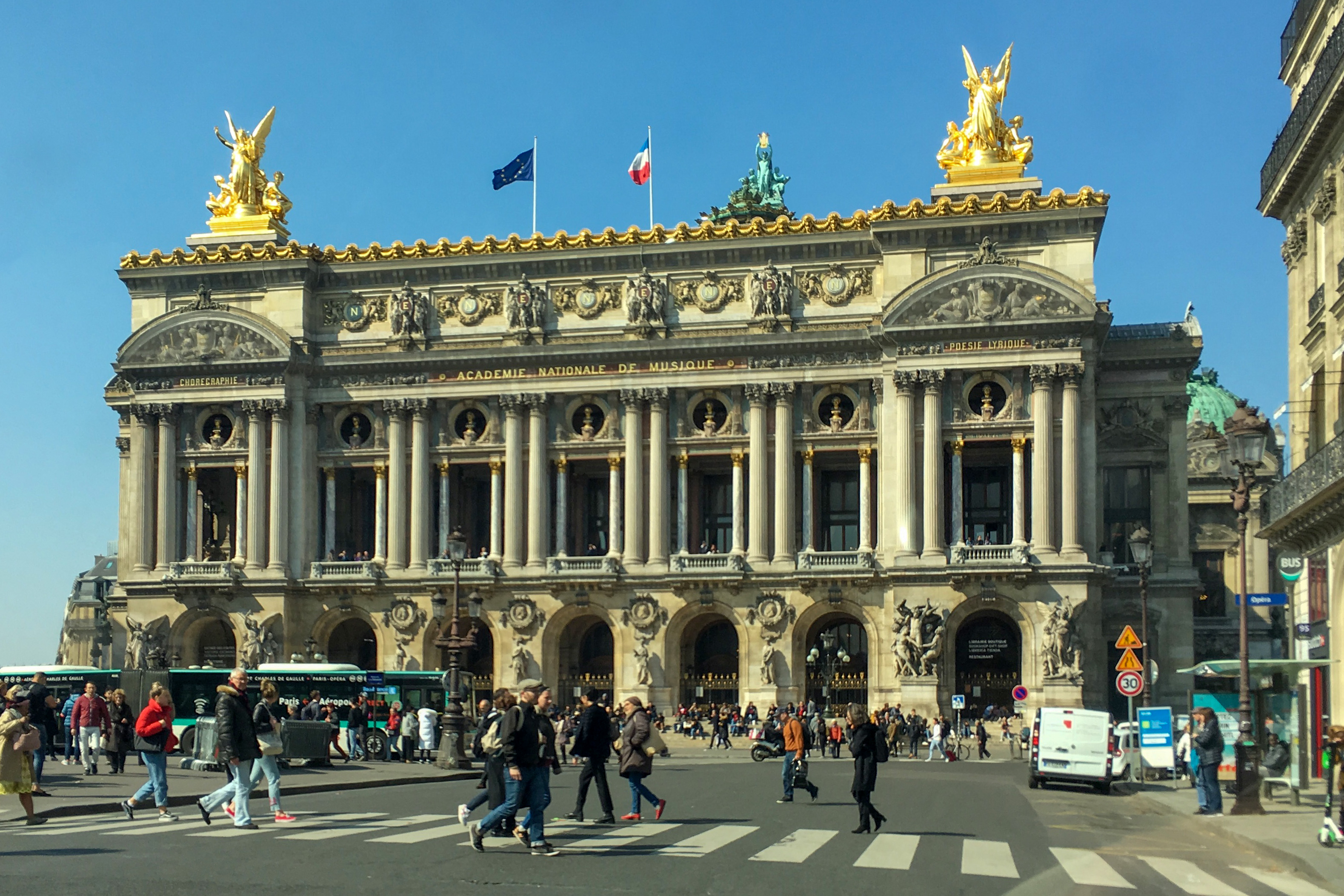

파리 국립 오페라단(프랑스어: Opéra national de Paris)은 프랑스를 대표하는 오페라단으로, 프랑스 문화부에 의해 직접 운영되고 있다. 1669년 루이 14세에 의해 '왕립음악원(Académie royale de Musique)'이라는 이름으로 창설되었으며, 프랑스 혁명 이후 '공화국 예술 극단(Théâtre de la République et des Arts)'으로 개편되는 등 여러 차례의 조직, 구성 및 명칭 변경을 거쳐 1994년 이후 현재의 이름으로 불리고 있다. 1875년에 완공되었으며 세계 4대 오페라극장 중 하나인 오페라 가르니에(Opéra Garnier)를 본거지로 했었으나, 1989년 현대식 극장인 바스티유 오페라가 완공된 이후 오페라 작품은 주로 바스티유 오페라에서, 발레 작품은 주로 오페라 가르니에에서 상연하고 있다. 1989년부터 1994년까지 정명훈이 이 오페라단의 음악 감독으로 활동한 바 있다.